# Arnaud Kalimuendo
Arnaud Kalimuendo-Muinga (Suresnes, 20 de janeiro de 2002) é um futebolista francês que atua como centroavante. Atualmente, defende o Nottingham Forest.

## Carreira
Nascido na cidade de Suresnes, Kalimuendo chegou ao Paris Saint-Germain em 2012, vindo do FC Saint Cloud. Após jogar pelo time Sub-19, sob o comando do ítalo-brasileiro Thiago Motta, assinou o primeiro contrato profissional em julho de 2019, e sua estreia pelo time principal do PSG foi em setembro de 2020, na derrota por 1 a 0 para o Lens. Tendo renovado vínculo com a equipe parisiense até junho de 2024, o atacante seria emprestado justamente para os Sang et Or por uma temporada, estreando no clássico frente ao Lille, que venceu por 4 a 0, marcando seu primeiro gol em novembro, que daria a vitória sobre o Dijon. Um mês depois, se tornaria o primeiro atleta do Lens em 70 anos a marcar gols em seus 3 primeiros jogos pela equipe ao deixar sua marca na vitória por 2 a 0 sobre o Rennes.
De volta ao PSG, atuou por 81 minutos na Supercopa da França e jogou mais duas partidas (Brest e Strasbourg) antes de voltar ao Lens (novamente por empréstimo) no último dia da janela de transferências. Somando todas as competições, Kalimuendo jogou 65 partidas e marcou 21 gols pelos Sang et Or.
Ele ainda disputaria a Supercopa da França de 2022 pelo PSG (jogou 6 minutos), que também seria a última partida do atacante pelo clube, antes de assinar com o Rennes em agosto do mesmo ano.
No dia 18 de agosto de 2025, Kalimuendo foi anunciado como reforço do Nottingham Forest, da Inglaterra. O Forest desembolsou cerca de 26 milhões de libras (R$ 190,1 milhões), por Kalimuendo. Ele assinou contrato válido por cinco temporadas.

## Seleção Francesa
Com origens na República Democrática do Congo, Kalimuendo representa as seleções de base da França desde 2018, tendo jogado o Mundial Sub-17, disputado um ano depois no Brasil. Na disputa do terceiro lugar, marcou os 3 gols na vitória sobre os Países Baixos.
Fez parte ainda do elenco que conquistou a medalha de prata nos Jogos Olímpicos de Paris, tendo marcado um gol sobre a Nova Zelândia (único jogo em que atuou como titular durante os 90 minutos).

## Títulos

### Paris Saint-Germain
- Ligue 1: 2021–22[18]
- Supercopa da França: 2022[19]

### Prêmios individuais
- Titi d'Or: 2020[20]